# Alexandre Ferreira
Alexandre Ferreira (Seia, 13 novembre 1991) è un pallavolista portoghese, schiacciatore dei Tokyo Great Bears.

## Biografia
Nato a Seia, nella Beira Alta, ha un fratello maggiore, Marco, anch'egli pallavolista.

## Carriera

### Club
Alexandre Ferreira inizia la sua carriera a 14 anni nelle giovanili dell'EB Nogueira; solamente l'anno successivo esordisce in prima squadra con il Sena Clube. Dopo due stagioni al CDRJ Anreade, nella stagione 2009-10 si trasferisce per un biennio all'Esmoriz, dove inizia la carriera professionistica, esordendo in Primeira Divisão.
Nel campionato 2011-12 si accasa all'Espinho, conquistando lo scudetto. Nel campionato seguente approda in Italia, ingaggiato dalla New Mater di Castellana Grotte, in Serie A1, dove resta anche nella stagione 2013-14, vestendo la maglia della Trentino, vincendo la Supercoppa italiana.
Nella stagione 2014-15 passa al club turco dello Ziraat Bankası, dove resta per due annate, prima di rientrare nella massima divisione italiana nel campionato 2016-17, difendendo i colori del BluVolley Verona. Nel campionato seguente si trasferisce in Corea del Sud per giocare nei KB Stars, in V-League; confermato anche nella stagione 2018-19, viene tuttavia sostituito e svincolato a novembre, terminando l'annata nella Polska Liga Siatkówki polacca col Warta Zawiercie, dove resta fino al termine del campionato 2019-20.
Torna nella massima divisione sudcoreana per il campionato 2020-21, quando viene ingaggiato dai Woori Card Wibee (in seguito Woori WON), dove resta in forza per un biennio e disputa una finale scudetto, oltre a ricevere qualche riconoscimento individuale. Nel campionato 2022-23 è nuovamente in Efeler Ligi, questa volta con il Fenerbahçe, mentre nel campionato seguente ritorna in Polska Liga Siatkówki per indossare la casacca del LKPS. Nella stagione 2024-25 approda nella SV.League giapponese con i Tokyo Great Bears.

### Nazionale
Nel 2010 entra nel giro della nazionale portoghese, con la quale vince la European League 2010. Con la nazionale vince la medaglia d'oro alla Volleyball Challenger Cup 2018.

## Palmarès

### Club
- Campionato portoghese: 1

2011-12
- Supercoppa italiana: 1

2013

### Nazionale (competizioni minori)
- European League 2010
- Volleyball Challenger Cup 2018

### Premi individuali
- 2021 - V-League: MVP 3º round
- 2021 - V-League: MVP 5º round
- 2021 - V-League: Miglior schiacciatore